# Weißfleckensyndrom-Virus
Das Weißfleckensyndrom-Virus (wissenschaftlich White spot syndrome virus, WSSV, auch Chinese baculovirus-like virus, CBV) ist das einzige vom International Committee on Taxonomy of Viruses (ICTV) bestätigte Spezies (und Typusspezies) der Gattung Whispovirus (white spot virus), der einzigen Gattung in der Familie Nimaviridae.
Es ist für die Entstehung des Weißfleckensyndroms (englisch White spot syndrome, WSS) bei einer Vielzahl von Krebstieren, speziell Penaeidae (Dendrobranchiata, Zehnfußkrebse), verantwortlich.
Die Krankheit ist ansteckend und meist tödlich, und sie tötet die Garnelen schnell.
Ausbrüche dieser Krankheit haben die gesamte Population vieler Garnelenfarmen auf der ganzen Welt innerhalb weniger Tage ausgelöscht.
WSSV wurde früher zur Familie Baculoviridae bzw. direkt in die Gattung Baculovirus gestellt, ist aber inzwischen vom ICTV als eigenständige Familie abgetrennt.
Als Erreger des Weißfleckensyndroms WSS können außer WSSV eine Reihe anderer mit ihm verwandter Viren auftreten. Sie bilden eine Gruppe, die auch als Weißflecken-Baculovirus-Komplex (englisch Whitespot Syndrome Baculovirus complex (WSBV)) bezeichnet wird.

## Ausbreitungsgeschichte
Die erste gemeldete Epidemie aufgrund dieses Virus stammt aus dem Jahr 1992 von Taiwan.
Im darauf folgenden Jahr 1993 kamen Berichte über Verluste aufgrund von Weißfleckensyndrom aus China (Festland), wo es praktisch zu einem Zusammenbruch der Garnelenzucht kam.
Im gleichen Jahr folgten Ausbrüche in Japan und Korea, 1994 in Thailand, Indien und Malaysia. 1996 waren ganz Ost- und Südasien schwer betroffen.
Ende 1995 wurde gab es Berichte aus den Vereinigten Staaten, 1998 aus Mittel- und Südamerika, 1999 aus Mexiko und 2000 aus den Philippinen, sowie 2011 Aus Saudi-Arabien.
Schließlich wurde das Virus im November 2016 in Queensland, Australien, entdeckt.
Es wird angenommen, dass Australien die letzte Region war, in der Garnelen noch frei von dem Virus wachsen konnten.

## Aufbau
Die Virionen (Viruspartikel) von WSSV sind stäbchenförmig bis ovoid (eiförmig) bei einem Durchmesser von 70–195 nm und einer Länge von 240–380 nm.
Der Nukleokapsidkern hat einen Durchmesser von 95–165 nm bei einer Länge von 120–205 nm. Die Virionen haben eine äußere Membranhülle aus einer Lipiddoppelschicht, manchmal mit einem schwanzartigen Anhang an einem Ende des Virions.
Das Nucleocapsid besteht aus 15 vertikalen Helices, die sich entlang der Längsachse befinden. Jede Helix weist zwei parallele Streifen auf, die aus 14 globulären Kapsomeren bestehen, von denen jedes einen Durchmesser von 8 nm hat.

## Genom
WSSV ist ein doppelsträngiges DNA-Virus (dsDNA-Virus), und damit Mitglied der Gruppe I der Baltimore-Klassifikation. Das Genom ist unsegmentiert (monopartit) und zirkulär (ringförmig) bei einer Länge von 292.967 bp.
Es kodiert mutmaßlich 531 offene Leserahmen (englisch open reading frames, ORFs).
Eines der kodierten Proteine, WSSV449, hat eine gewisse Ähnlichkeit mit dem Wirtsprotein Tube und kann durch Aktivierung des NF-κB-Signalwegs wie Tube funktionieren.

## Systematik

### Innere Systematik der Familie
Mit Stand Mai 2024 gibt es in der Familie Nimaviridae nur eine vom International Committee on Taxonomy of Viruses (ICTV) bestätigte Gattung, nämlich Whispovirus, und in dieser nur eine bestätigte Spezies, das White spot syndrome virus (WSSV).
Die Taxonomie des National Center for Biotechnology Information (NCBI) listet folgende ICTV-bestätigte und vorgeschlagenen Untergruppen und Mitglieder der Familie:
- Familie: Nimaviridae[18]

- Genus: Whispovirus

- Spezies: White spot syndrome virus (WSSV, veraltet: White spot syndrome baculovirus) mit Referenzstamm (Exemplar) WSSV-CN

- Penaeus monodon nonoccluded baculovirus III (PmNOB III), Wirt: Penaeus monodon (Schwarze Tigergarnele)
- Shrimp white spot syndrome virus, dazu:
  - Isolat Tongan (WSV403)
  - Shrimp white spot syndrome virus CN (WSSV-CN)
  - Shrimp white spot syndrome virus TW (WSSV-TW)

- White spot syndrome virus variant Zhejiang
- White spot syndrome virus TH (WSSV-TH)
- White spot syndrome virus K-LV1 (WSSV-K-LV1)
- White spot syndrome virus CN01 (WSSV-CN01), Wirt: Marsupenaeus japonicus (eine Zuchtgarnele)
- White spot syndrome virus CN02 (WSSV-CN02), Wirt: Procambarus clarkii (Roter Amerikanischer Sumpfkrebs)
- White spot syndrome virus CN03 (WSSV-CN03), Wirt: Litopenaeus vannamei (Weißfußgarnele)
- White spot syndrome virus CN04 (WSSV-CN04), Wirt: Marsupenaeus japonicus
- White spot syndrome virus MEX2008 (WSSV-MEX2008), Wirt: Litopenaeus vannamei
- White spot syndrome virus CN-Pc (WSSV-CN-Pc), Wirt: Procambarus clarkii
- White spot syndrome virus AU (WSSV-AU), Wirt Penaeus monodon
- White spot syndrome virus IN_AP4RU (WSSV-IN_AP4RU), Wirt: Penaeus vannamei (syn. Litopenaeus vannamei)
- White spot syndrome virus EC-15098	(WSSV-EC-15098), Wirt: Litopenaeus vannamei

- nicht klassifizierte Mitglieder der Familie Whispovirus:

- „Metopaulias depressus WSSV-like virus“ mit Isolat 747*9, Wirt: Metopaulias depressus
- „Procambarus clarkii virus“ mit Isolat 1601, Wirt: Procambarus clarkii

- nicht klassifizierte Mitglieder der Familie Nimaviridae:

- „Hemigrapsus takanoi nimavirus“, Isolat TUMSAT-1, Wirt: Hemigrapsus takanoi
- „Marsupenaeus japonicus endogenous nimavirus“, Isolat Ginoza2017, Wirt: Penaeus japonicus
- „Metapenaeus ensis nimavirus“, Isolat Mikawa-1, Wirt: Metapenaeus ensis
- „Penaeus monodon endogenous nimavirus“, Isolat Mikawa2016, Wirt: Penaeus monodon
- „Sesarmops intermedium nimavirus“, Isolat Kochi-1,, Wirt: Orisarma intermedium (syn. Sesarmops intermedium)

In der Literatur wurden mindestens drei Viren als Erreger des Weißfleckensyndroms (englisch White-Spot-Syndrom, WSS) und somit als Mitglieder des Weißflecken-Baculovirus-Komplexes (WSBV, auch China-Virus-Komplex genannt) angegeben. Sie scheinen sehr ähnliche Viren zu sein.
Im Einzelnen sind das:
- Chinesisches hypodermales hämatopoetisches Nekrose-Baculovirus (hypodermal hematopoietic necrosis baculovirus, HHNBV) – verursacht Shrimp Explosive Epidermic Disease (SEED)
- Japanisches rod-shaped nuclear virus (RV-PJ) – befällt Peneus japonicus
- Thailändisches systemisches ektodermales und mesodermales Baculovirus (systemic ectodermal and mesodermal baculovirus, SEMBV), verursacht das red disease und Weißfleckensyndrom bei Penaeus monodon

Wegen der Ausgliederung der Nimavridae aus den Baculoviridae besteht dieser Komplex vermutlich aus Mitgliedern bzw. Kandidaten der Nimaviridae.

### Äußere Systematik der Familie
Die Nimaviridae bilden offenbar mit den Baculoviridae, Hytrosaviridae, Nudiviridae und der Gattung Bracovirus der vermutet polyphyletischen Polydnaviridae eine noch unbenannte Verwandtschaftsgruppe, für die von Koonin et al. (2015 und 2019) folgender Stammbaum vorgeschlagen wurde:
|                         | Hytrosaviridae |
|                         | |
|                         | \| \| Baculoviridae \| \| \| \| \| \| Nudiviridae \| \| \| \| \| \| Polydnaviridae (ohne die Ichnoviren, d. h. nur die Bracoviren) \| \| Vorlage:Klade/Wartung/3 \| \| |
|                         | |
|                         | Baculoviridae |
|                         | |
|                         | Nudiviridae |
|                         | |
|                         | Polydnaviridae (ohne die Ichnoviren, d. h. nur die Bracoviren) |
| Vorlage:Klade/Wartung/3 | |

|                         | Baculoviridae                                                  |
|                         |                                                                |
|                         | Nudiviridae                                                    |
|                         |                                                                |
|                         | Polydnaviridae (ohne die Ichnoviren, d. h. nur die Bracoviren) |
| Vorlage:Klade/Wartung/3 |                                                                |

|                         | Hytrosaviridae |
|                         | |
|                         | \| \| Baculoviridae \| \| \| \| \| \| Nudiviridae \| \| \| \| \| \| Polydnaviridae (ohne die Ichnoviren, d. h. nur die Bracoviren) \| \| Vorlage:Klade/Wartung/3 \| \| |
|                         | |
|                         | Baculoviridae |
|                         | |
|                         | Nudiviridae |
|                         | |
|                         | Polydnaviridae (ohne die Ichnoviren, d. h. nur die Bracoviren) |
| Vorlage:Klade/Wartung/3 | |

|                         | Baculoviridae                                                  |
|                         |                                                                |
|                         | Nudiviridae                                                    |
|                         |                                                                |
|                         | Polydnaviridae (ohne die Ichnoviren, d. h. nur die Bracoviren) |
| Vorlage:Klade/Wartung/3 |                                                                |

Offenbar liegen die Mitglieder des Weißflecken-Baculovirus-Komplexes alle innerhalb dieser Verwandtschaftsgruppe. Der vom Schweizer Institut für Bioinformatik (SIB) im engen Sinn gebrauchte Begriff “Baculo-like viruses” (nur Baculoviridae und Nudiviridae umfassend) scheint daher von manchen Autoren in einem weiteren Sinn für diese gesamte Gruppe verwendet zu werden. Im 1. Halbjahr 2021 hat das ICTV diese Gruppe als Klasse Naldaviricetes offiziell anerkannt.

## Vermehrungszyklus
Die Replikation der Virusteilchen geschieht im Zellkern (nuklear). Die Transkription benutzt die Virus-DNA als Vorlage.
Das Virus infiziert eine ungewöhnlich große Anzahl von Krebstieren.
Die Übertragung des Virus erfolgt hauptsächlich durch orale Aufnahme über das Wasser (horizontale Übertragung) und von infizierten Muttergarnelen (vertikale Übertragung) in Shrimps-Farmen und Krabbenbrutbetrieben.
Das Virus kommt auch in wilden Garnelenbeständen vor, insbesondere in den Küstengewässern, die an Garnelenzuchtanlagen in asiatischen Ländern angrenzen. Bei den wilden Garnelen wurden jedoch keine Massensterben beobachtet.

## Pathologie
Im Wirt befällt WSSV eine Vielzahl von Zellen ektodermaler und mesodermaler Herkunft. Histologische Veränderungen sind im Kiemenepithel, in der Antennendrüse, im hämatopoetischen Gewebe (englisch Hematopoietic tissue), im Nervengewebe, im Bindegewebe und im Darmepithelgewebe zu beobachten. Infizierte Zellen weisen auffällige intranukleäre Okklusionen auf, sind anfänglich eosinophil, aber mit zunehmendem Alter basophil anfärbbar. Sie haben hypertrophierte Kerne mit Chromatinrand und zytoplasmatisches Clearing. Die Pathogenese (Krankheitsverlauf) beinhaltet eine sich ausbreitende Gewebenekrose und -zerfall.
Weiße Flecken auf der Schale infizierter Garnelen erscheinen unter dem Rasterelektronenmikroskop als große, kuppelförmige Flecken auf dem Panzer mit einem Durchmesser von 0,3 bis 3,0 mm. Kleinere weiße Flecken von 0,02 bis 0,10 mm erscheinen als verbundene Kugeln auf der Oberfläche der Cuticula. Die chemische Zusammensetzung der Flecken ähnelt der des Panzers, wobei das Kalzium 80–90 % des gesamten Materials ausmacht und möglicherweise auf Anomalien der Cuticulaepidermis zurückzuführen ist.
Nach der Infektion mit diesem Virus lassen sich mehrere biochemische Veränderungen beobachten: Der Glukoseverbrauch und die Lactat-Konzentration im Zytoplasma steigen, die Aktivität der Glukose-6-Phosphat-Dehydrogenase steigt und die Triglycerid-Konzentration sinkt. Der potentialabhängige Anionenkanal der Mitochondrien ist ebenfalls hochreguliert.

## Diagnose
Die Infektion mit WSSV unterscheidet sich in den beschriebenen histologischen Befunden von anderen beschriebenen Penaeid-Infektionen, beispielsweise durch das Yellowhead-Virus (YHV) und dem Decapod penstyldensovirus 1 (alias Infectious hypodermal and hematopoietic necrosis virus, IHHNV), da YHV eine verringerte Gewebespezifität aufweist und nur die intestinalen Epithelgewebe infiziert, und IHHNV intranukleäre Okklusionen verursacht, die eosinophil anfärbbar sind, was sich aber im Verlauf der Infektion bei diesem Virus nicht verändert.
Eine schnelle und spezifische Diagnose des Virus kann durch nested-PCR oder quantitative PCR erfolgen.

## Therapie
Es sind keine Behandlungen für WSS bekannt.

## Vorbeugung
Eine große Anzahl von Desinfektionsmitteln wird häufig in Garnelenfarmen und Aufzuchtstationen eingesetzt, um einen Ausbruch von WSS zu verhindern.
Die Lagerung nicht infizierter Garnelensamen und das sorgfältige Fernhalten von Umweltbelastungen zur Vermeidung von Kontaminationen sind nützliche Bewirtschaftungsmaßnahmen.
Die Standortauswahl ist möglicherweise einer der wichtigsten Faktoren zur Verhinderung von WSS. Garnelen, die in Gebieten mit relativ geringen Temperaturschwankungen und bei Wassertemperaturen von mehr als 29 °C gezüchtet wurden, wiesen eine erhöhte WSSV-Resistenz auf.